# Pap Károly (lelkész)
Pap Károly (Csökmő, 1814. október 28. – Hegyközszentimre, 1883. szeptember 14.) református lelkész.

## Életútja
Pap István lelkész és Szakmári Erzsébet fia. Atyja vezetése alatt tanult és 1829-ben a debreceni református kollégium főosztályába iratkozott be. 1835-ben kiment rektornak Udvariba. 1838 áprilisában Szerepre (Bihar megye) hívták meg lelkésznek; innét 1848-ban atyja helyére a biharpüspöki lelkészségre hivatott. 1855. október 2-án a bihari egyházmegye főjegyzőjévé választották, mely hivataláról 1857. november 10-én lemondott; ugyanekkor a papi gyámintézetre 100 forint alapítványt tett. 1860 novemberében egyházmegyei tanácsbíró lett, de 1866 tavaszán erről is lemondott. 1871. május 8-án esperessé választották, mely hivatalát három évre vállalta el. 1874 októberében egyházmegyei gyűlésen újra megválasztatott esperesnek hat évre. A biharpüspökii református egyháznak értékes házas telket ajándékozott kisded-óvodának. 1883. szept. 14. Hegyközszentimrén, ahol Molnár Viktor birtokos vendége volt; főbe lőtte magát.

## Munkája
- Halotti beszédek. Nagyobbrészt források után. Debreczen, 1869.

Önéletrajzot hagyott hátra kéziratban.

## Forrás
- Szinnyei József: Magyar írók élete és munkái X. (Ótócska–Popea). Budapest: Hornyánszky. 1905.